# Понте Армелина (Пезаро и Урбино)
Понте Армелина је насеље у Италији у округу Пезаро и Урбино, региону Марке.
Према процени из 2011. у насељу је живело 43 становника. Насеље се налази на надморској висини од 137 м.